# Kate Bush

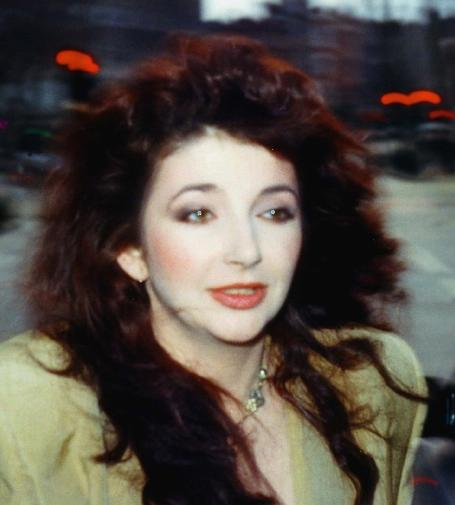
Kate Bush (1986)

Catherine „Kate“ Bush, CBE (* 30. Juli 1958 in Bexleyheath) ist eine britische Sängerin, Pianistin, Songwriterin, Musikproduzentin und Tänzerin. Sie wurde 1978 mit dem Song Wuthering Heights bekannt; weitere erfolgreiche Stücke sind Babooshka und Running Up That Hill.

## Kindheit und Jugend
Bush wurde 1958 als drittes Kind von Robert John Bush und Hannah Daly im Londoner Bezirk Bexleyheath geboren. Der Vater war niedergelassener Arzt, die Mutter Krankenschwester, die beiden hatten 1943 geheiratet. Bush hat zwei ältere Brüder, die 1944 und 1952 geboren wurden. Sie wuchs mit ihrer Familie auf der historischen East Wickham Farm in Welling in Kent, auf. Die Familie war künstlerisch interessiert; ihr ältester Bruder schrieb und veröffentlichte Gedichte und fotografierte; die aus der irischen Grafschaft Waterford stammende Mutter begeisterte sie für irische Folklore und irische Musik, und der Vater spielte oft Klavier, das sie deshalb auch als erstes Instrument zu spielen lernte.
Die Familie veranstaltete regelmäßig Hausmusikabende auf der Farm, in die die Tochter schon früh eingebunden wurde. Von 1963 bis 1969 besuchte sie die örtliche Grundschule, danach bis 1975 die katholische Klosterschule Saint Joseph’s Grammar School in Bexley. Sie begann 1966 mit dem Klavierspiel, nahm ab 1969 an der Schule am Geigenunterricht teil und nahm Gesangsstunden. 1970 begann sie, eigene Gedichte zu schreiben und diese auch zu vertonen. Eines dieser Frühwerke ist die viele Jahre später veröffentlichte Single The Man with the Child in His Eyes.

## Karriere
Ihr Bruder machte Bush 1973 mit David Gilmour, dem Gitarristen der Band Pink Floyd, bekannt. Gilmour, der auf der Suche nach Nachwuchstalenten war, erkannte ihr Talent und förderte sie fortan. Er nahm mit Bush einige Demotapes in den AIR Studios mit dem Tontechniker Geoff Emerick und dem Produzenten und Arrangeur Andrew Powell auf. Im Juni 1975 stellte Gilmour Bob Mercer von EMI, der Plattenfirma, bei der auch Pink Floyd unter Vertrag war, die Demobänder vor. EMI schloss im Juli 1976 für zunächst vier Jahre einen Vertrag mit der 18-jährigen Bush.
Bush zog vom ländlichen Welling nach Lewisham an den Stadtrand von London um, wo ihr Vater ein Haus besaß, das bereits von ihren beiden Brüdern bewohnt wurde. 1976 besuchte sie die Performance Flowers des britischen Tanztrainers von David Bowie und Tänzers Lindsay Kemp und nahm ein halbes Jahr Tanzunterricht bei ihm. Ihre Tanzausbildung setzte sie bei Arlene Phillips fort. Parallel arbeitete sie an der Komposition von Liedern für ein Album. Ihr Bruder Paddy stellte eine Band zusammen. Die als KT Bush Band gegründete Formation bestand aus ihrem späteren langjährigen Lebensgefährten Del Palmer (Bass), Brian Bath (Gitarre) und Vic Smith (Schlagzeug) und gab Bush Gelegenheit, ab April 1977 in kleinen Pubs und Bars erste Bühnenerfahrung mit Coverversionen zu sammeln.

### Frühwerk – Die Produktionen mit Andrew Powell (1977–1979)
Im Juli 1977 begannen in den AIR Studios die siebenwöchigen Aufnahmen für das Debütalbum The Kick Inside, das Anfang 1978 erschien. Bush und Andrew Powell, der schon die Demoaufnahmen produziert hatte, wählten die Songs aus und stellten eine Band aus Sessionmusikern für die Aufnahmen zusammen. Die Band bestand aus Mitgliedern von The Alan Parsons Project: Ian Bairnson (Gitarre), David Paton (Bass), Stuart Elliott (Schlagzeug) und Duncan Mackay (Keyboards). Als Toningenieur betreute Jon Kelly die Aufnahmen. Mit The Saxophone Song und The Man with the Child in His Eyes enthielt das Album zwei der mit Gilmour und Powell produzierten Aufnahmen von 1975.

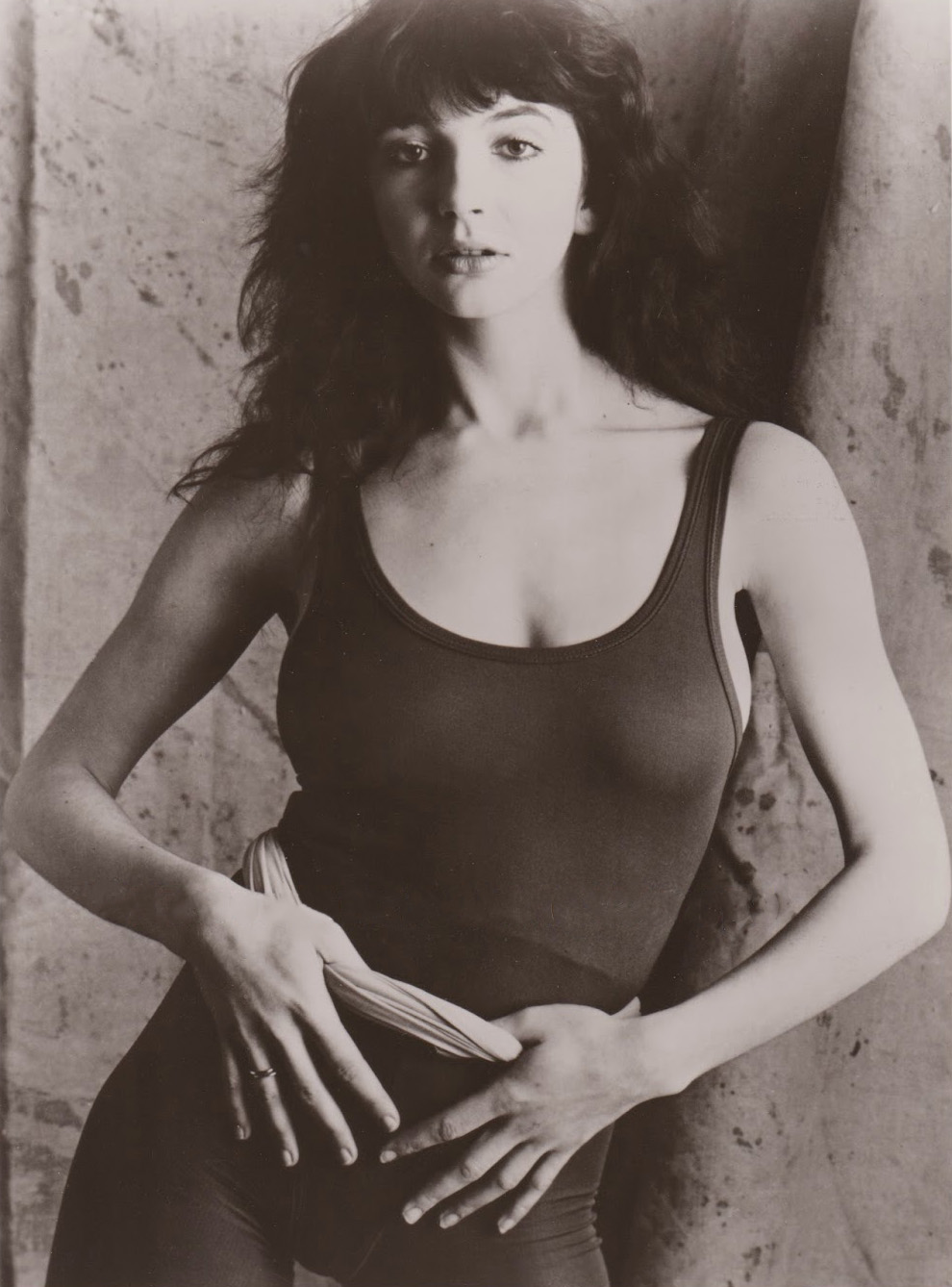
Kate Bush (1978)

Bei der Auswahl der ersten Single setzte sie sich gegen Bob Mercer durch. Im November 1977 wurden an britische Radiosender erste Promotionexemplare von Wuthering Heights verteilt. Im Januar 1978 erschien die Single und im Februar 1978 folgte das Album. Bush stellte die Single im selben Monat zusammen mit der KT Bush Band (mit Charlie Morgan am Schlagzeug) in der ersten Show der ARD-Sendung Bio’s Bahnhof im ehemaligen Depot der Köln-Frechen-Benzelrather Eisenbahn (KFBE) von Alfred Biolek vor und wurde damit auch im deutschsprachigen Raum bekannt. Kurz danach trat sie auch in der britischen Popsendung Top of the Pops auf.
Die Single kletterte im März an die Spitze der britischen Charts. Das Album erreichte im April Platz drei. In den deutschen Charts erreichte die Single Platz elf und das Album Platz 21. Das Presseecho war geteilt; der Presse fiel es schwer, Bushs Veröffentlichungen in ein bestimmtes Schema einzuordnen. Als zweite Single erschien Ende Mai 1978 The Man with the Child in His Eyes, die im Juni Platz 6 in den britischen Charts erreichte.
Im Juli 1978 begann Bush auf Drängen von EMI in den Super Bear Studios in Nizza mit der KT Bush Band die Aufnahmen zum zweiten Album Lionheart, wieder mit Powell als Produzent und Arrangeur. Powell setzte während der Aufnahmen durch, dass erneut die Sessionmusiker des ersten Albums gebucht wurden, so dass einige der bereits mit Palmer, Bath und Morgan eingespielten Titel mit Bairnson, Paton und Elliott neu aufgenommen oder ergänzt wurden. Das Album wurde nach zehn Wochen fertiggestellt und im November 1978 veröffentlicht.
Als erste Single des neuen Albums wurde im Oktober 1978 Hammer Horror veröffentlicht, erreichte aber mit Platz 44 nicht die britischen Top 40. Im November folgte das Album, das Platz 6 der britischen und Platz 25 der deutschen Albumcharts erreichte. Erst die im März 1979 veröffentlichte Single Wow platzierte sich mit Rang 14 in den britischen Charts ähnlich gut wie die beiden Singles des Debütalbums. EMI drängte Bush zu einer Tournee.
Die Tour of Life im April und Mai 1979 umfasste innerhalb von sechs Wochen 29 Auftritte in Europa und blieb ihre einzige Tournee, obwohl sie auch später noch einzelne Konzerte gab. Die Tour startete im April 1979 mit einem Unfall, bei dem der Lichtdirektor Bill Duffield ums Leben kam. Für ihn gab es im Mai 1979 im Hammersmith Odeon zwei Gedenkkonzerte mit Peter Gabriel und Steve Harley, für die Duffield auch gearbeitet hatte. Bei diesen Konzerten sang Bush das einzige Mal gemeinsam mit Gabriel I Don’t Remember sowie Them Heavy People, The Man with the Child in His Eyes, The Woman with the Child in Her Eyes und Let It Be zusammen mit Harley.

### Künstlerische Entwicklung (1979–1982)
Bush gründete 1978 mit Novercia Holdings Ltd. eine Managementfirma und mit Kate Bush Music Publishing Ltd. einen eigenen Verlag, weil sie mit dem Drängen von EMI auf die schnelle Produktion eines zweiten Albums und die Tournee nicht einverstanden war. Die beiden Firmen, an deren Spitze neben Bush weitere Familienmitglieder standen, sollten ihre künstlerischen und wirtschaftlichen Interessen besser vertreten. Ein erstes Zeichen größerer Unabhängigkeit von EMI setzte sie mit der Produktion der Live-EP On Stage, eines Konzertmitschnitts des Tour-of-Life-Auftritts vom Mai 1979 im Hammersmith Odeon. Bush produzierte die einzige autorisierte Liveaufnahme selbst.
Am 28. Dezember 1979 sendete die BBC ein Christmas Special mit dem Namen Kate, in dem sie erstmals mit dem Gaststar Peter Gabriel ein Duett sang. Es handelte sich um eine Cover-Version des Liedes Another Day von Roy Harper von 1970. In der Sendung spielte sie auch das Lied December Will Be Magic Again, das sie bereits 6 Tage zuvor in dem Christmas Showtime Special erstmals gespielt hatte.
Das dritte Album Never for Ever entstand zwischen Herbst 1979 und Juni 1980 und wurde von Januar bis Juni 1980 in den Abbey Road Studios aufgenommen. Bush produzierte selbst mit Jon Kelly als Koproduzent. Sie wollte neue Ideen in die Produktion einfließen lassen, die sie bei den Aufnahmen zu Peter Gabriels drittem Soloalbum (auch Melt genannt) als Backgroundsängerin bei Titeln wie Games Without Frontiers (deutsche Fassung: Spiel ohne Grenzen) und No Self Control (deutsche Fassung: Keine Selbstkontrolle) beobachtet hatte. Die musikalische Ausrichtung veränderte sich auf diesem Album durch den Einsatz von Synthesizern und Drumcomputern, welche die Arrangements von Powell verdrängten. Der Fairlight CMI als kompositorisches Werkzeug spielt dabei eine besondere Rolle und sollte Bushs gesamte weitere Kompositionen beeinflussen.
Zwar komponierte Bush während der Entstehung von Never for Ever noch am Klavier, erste Arrangements entstanden jedoch bereits mit diesem Synthesizer. Ihr Bruder wurde mit seinen Kenntnissen einiger pop-untypischer Instrumente stärker in die Produktion einbezogen. Breathing wurde als erste Single des Albums im April 1980 veröffentlicht, es folgte im Juni Babooshka, bevor im September das Album erschien. Mit Army Dreamers wurde eine dritte Single ausgekoppelt. Die Singles platzierten sich gut in den britischen Top 40, Babooshka erreichte in Deutschland Platz 14. Mit dem Album erreichte sie in ihrer Heimat die Chartspitze und in Deutschland Platz 5.
Im August 1980 begann Bush in einem auf der Farm ihrer Eltern eingerichteten Studio mit neuen Kompositionen für das im September 1982 veröffentlichte Album The Dreaming. Sie ließ sich von Richard James Burgess die Funktionsweise von Synthesizern und Samplern und die Programmierung des Fairlight CMI erklären. Die Aufnahmen für das neue Album begannen im Mai 1981 in den Londoner Townhouse Studios mit Hugh Padgham als Toningenieur. Nach drei Songs musste Padgham aus Termingründen absagen, weil er gleichzeitig mit Genesis am Album Abacab arbeitete, und empfahl den zwanzigjährigen Nick Launay. Innerhalb von drei Monaten wurden die Instrumentaltracks eingespielt, unter anderem ein Didgeridoopart von Rolf Harris.
EMI drängte auf die Veröffentlichung einer Single, so dass bereits im Juni 1981 Sat in Your Lap veröffentlicht wurde. Die Single erreichte Platz 11 im Vereinigten Königreich. Nach der Veröffentlichung der Single setzte Bush die Produktion des Albums in den Abbey Road Studios mit Haydn Bendall als Toningenieur fort und komplettierte die Instrumentalaufnahmen. Für Night of the Swallow wurden die irischen Instrumente mit Musikern von Planxty und den Chieftains in den Windmill Lane Studios in Dublin aufgenommen. Overdubs und Vokalaufnahmen wurden in den Odyssey-Studios in London mit Paul Hardiman als Ingenieur eingespielt.
Das Album wurde ab Januar 1982 in fünf Monaten in den Advision-Studios abgemischt. Die Single The Dreaming wurde Ende Juli 1982 veröffentlicht. Kurz vor der Veröffentlichung der Single trat Bush im Londoner Dominion Theatre im Rahmen eines Konzertes für den Prince’s Trust mit The Wedding List auf. Sie wurde begleitet von einer Allstar-Band mit Phil Collins am Schlagzeug, Mick Karn am Bass, Gary Brooker am Keyboard sowie Pete Townshend und Midge Ure an den Gitarren. Das Album erschien im September 1982 und erreichte Platz 3 der britischen und Platz 21 der deutschen Albumcharts. Die aus The Dreaming ausgekoppelten Singles hingegen konnten sich weder in den britischen noch in den deutschen Charts platzieren.

### Internationaler Erfolg (1983–1993)
Bush zog sich nach The Dreaming  aus der Öffentlichkeit zurück und verlegte ihren Wohnsitz von London in ein Cottage an die Küste von Sussex. Um die Verluste des Albums zu kompensieren, veröffentlichte EMI im Dezember 1983 die Kompilation The Single File und eine gleichnamige Videokassette.
Im September 1983 begann Bush, neue Songs zu schreiben. Sie wurde von EMI zunächst heftig kritisiert, weil sie das nächste Album erneut selbst produzieren wollte. Erst durch den Ausbau des Demostudios zu einem professionellen 48-Spur-Studio auf der Farm der Familie Ende 1983 gab EMI wegen der wegfallenden Studiokosten nach. Bush und Palmer begannen im Januar 1984 mit Demoaufnahmen für ein neues Album mit dem Titel Hounds of Love, die nach und nach mit Overdubs versehen und mit zusätzlichen Arrangements weiterentwickelt wurden.
In der Frühphase der Entstehung fungierte Del Palmer als Toningenieur und programmierte Rhythmen auf der LinnDrum. Danach wurden mit Haydn Bendall am Mischpult reale Instrumente aufgenommen, um vor allem die elektronisch erzeugten Rhythmen zu ersetzen. Die Schlagzeugparts wurden von Stuart Elliott und Charlie Morgan (auch Bodhrán und Lambeg) eingespielt. Am Bass kamen der deutsche Jazzbassist Eberhard Weber, Del Palmer, Danny Thompson und Youth von Killing Joke zum Einsatz, an der Gitarre Alan Murphy und Brian Bath. Zahlreiche irische Instrumente wurden unter Leitung von Bill Whelan wieder in den Windmill Lane Studios aufgenommen.
Zum Einsatz kam neben Liam O’Flynn (Uilleann Pipes) und Dónal Lunny (Bouzouki, Bodhrán) von Planxty auch John Sheahan von den Dubliners an der Tin Whistle und der Fiddle. Paddy Bush übernahm die osteuropäischen Instrumente Balalaika und Fujara, das australische Didgeridoo und eine Violine. Für den Song Cloudbusting wurde mit dem Medici Sextett ein von Dave Lawson arrangiertes und das Stück dominierendes Streichermotiv aufgenommen. Andere orchestrale Arrangements stammen von Michael Kamen. Die Richard Hickox Singers steuerten ein Chormotiv für Hello Earth bei. Die Aufnahmen wurden im Juni 1984 abgeschlossen, doch es dauerte ein weiteres Jahr, bis alle Overdubs eingespielt und das Album von Brian Tench abgemischt war.
Im August 1985 wurde Running Up That Hill auf Betreiben von EMI unter diesem Titel als Single veröffentlicht; Bush hatte als Titel A Deal with God („Ein Pakt mit Gott“) vorgesehen, aber mit Gott im Titel befürchtete EMI, dass die Single nicht im amerikanischen Radio und bei MTV gespielt würde. Im September folgte das Album. Die Single platzierte sich gut in den europäischen Charts und konnte auch in den Billboard Hot 100 Platz 30 erreichen. In der Folge platzierte sich auch das Album nicht nur in Europa gut, so dass mit Cloudbusting, dem Titelstück Hounds of Love und The Big Sky bis Sommer 1986 drei weitere Singles ausgekoppelt wurden, die sich allesamt in den britischen und den deutschen Singlecharts platzieren konnten.
Das Album wurde in Deutschland mit einer Platin-Schallplatte und in Bushs Heimat mit Doppelplatin ausgezeichnet und markiert den kommerziellen Durchbruch Bushs in Nordamerika. Ein Teil des Erfolges ist auch dem A&R-Manager bei EMI, David Munns, geschuldet, der die Gelder für die deutlich aufwändiger produzierten Musikvideos genehmigte. Bush überzeugte den Schauspieler Donald Sutherland, im Video zu dem Lied Cloudbusting in der Rolle des Wilhelm Reich aufzutreten, der einen „Cloudbuster“ zur Wettermanipulation erfunden hatte.
Die Musikpresse feierte Hounds of Love als großes Comeback. EMI und Munns drängten im Zuge des kommerziellen Erfolges auf ein Best-of-Album. Bush willigte unter der Bedingung ein, dass es diesmal auf „geschmackvolle Weise“ (Bush) umgesetzt werden müsse. Für das Album nahm Bush ihre Stimme für Wuthering Heights neu auf und schrieb mit Experiment IV einen neuen Song. Die Kompilation mit dem Titel The Whole Story erschien im November 1986.
Einen Monat zuvor war Don’t Give Up erschienen, ein Duett mit Peter Gabriel, der das Lied mit Bezug auf die US-amerikanische Roots-Musik geschrieben hatte. Er hatte zunächst die Country-Sängerin Dolly Parton um ihren Gesangsbeitrag gebeten. Nachdem diese abgelehnt hatte, übernahm Bush. Sie sang das Lied nur einmal live mit Peter Gabriel, als sie im Juni 1987 als Überraschungsgast bei seinem Konzert im Rahmen der This Way Up Tour im Londoner Earls Court auftrat.
Das Album erreichte in Deutschland Platz 11 und wurde mit einer Goldenen Schallplatte ausgezeichnet. In ihrer Heimat erreichte das Album die Chartspitze und eine Dreifach-Platin-Zertifikation. Experiment IV mit Nigel Kennedy an der Violine wurde als Single ausgekoppelt und bescherte Bush den vierten UK-Top-40-Erfolg innerhalb eines Jahres. EMI veröffentlichte The Whole Story auch als Videoalbum.
1986 sang Bush bei der Charityveranstaltung Comic Relief im Duett mit Rowan Atkinson den humoristischen Song Do Bears …. Das Stück, das unter der Beteiligung von Howard Goodall entstand, kritisiert die Heroisierung bestimmter Vorstellungen von Liebe in der Popmusik. Es erschien auf dem Album Comic Relief Presents Utterly Utterly Live auf dem Label WEA Records. 1987 beteiligte sie sich an dem Benefizprojekt Ferry Aid, sie sang hierfür einen kurzen Abschnitt des Beatles-Titels Let It Be.
Im Sommer 1988 wurde bekannt, dass sie an einem neuen Album arbeite und dafür das bulgarische Gesangstrio Bulgarka verpflichtet hatte. Zu diesem Zeitpunkt waren die meisten Songs für The Sensual World bereits geschrieben. Bush nahm die drei osteuropäischen Sängerinnen im Oktober 1988 in den Londoner Angel Studios auf. Neben dem Trio und den bisherigen Studiomusikern spielten Nigel Kennedy und David Gilmour Gastauftritte ein. Kevin Killen, den Bush bei ihrem Duett mit Peter Gabriel kennengelernt hatte, mischte das Album ab.
EMI veröffentlichte das Titelstück The Sensual World im September 1989 als Single. Im Oktober folgte das Album, aus dem im November 1989 mit This Woman’s Work (aus dem Soundtrack zu She’s Having a Baby) und im Februar 1990 mit Love and Anger noch zwei weitere Singles ausgekoppelt wurden. Alle Singles konnten sich in den britischen und The Sensual World auch in den deutschen Charts platzieren. Das Album hatte weltweit gute Platzierungen und wurde in Großbritannien mit einer Platinschallplatte ausgezeichnet.
Ende der 1980er setzte sich das Musikformat Compact Disc immer mehr durch. EMI entschied daher, alle bisher von Bush veröffentlichten Alben auch in diesem Format herauszubringen. Das Label entschloss sich, 1990 ein 8-CD-Box-Set auf den Markt zu bringen. Als Titel wurde in Anlehnung an die Single This Woman’s Work festgelegt. Im November 1993 wurde nach vier Jahren Pause das siebte Studioalbum The Red Shoes veröffentlicht. Es beinhaltete zwölf Titel und diente gleichzeitig als musikalische Begleitung zu Bushs Filmdebüt als Regisseurin und Filmschauspielerin in The Line, The Cross and the Curve.

### Seit 1994
1996 arbeitete Bush mit Prince zusammen und ist auf seinem Album Emancipation in dem Song My Computer zu hören. Nachdem sie sich anschließend aus dem Musikgeschäft zurückgezogen hatte, folgte im Herbst 2005 das Doppel-Album Aerial. Bemerkenswert ist der zeitliche Abstand von zwölf Jahren zum vorherigen Album – in dieser Zeit war Kate Bush Mutter geworden und hatte sich vorwiegend um ihr Privatleben gekümmert.
Ihr Album Director’s Cut, eine Zusammenstellung alternativer Versionen von Titeln der Alben The Sensual World und The Red Shoes, erschien im Mai 2011. Am 18. November 2011 wurde das Album 50 Words for Snow veröffentlicht. Es besteht aus sieben Titeln, die sich mit dem Thema Schnee beschäftigen. Neben einigen bekannten Künstlern wie Elton John und Stephen Fry ist auch Kates Sohn Albert McIntosh in einem Song zu hören.
Am 21. März 2014 kündigte sie auf ihrer Homepage ihre erste Konzertreihe seit 1979 an. Von August bis Oktober 2014 fanden in London 22 Konzerte mit dem Titel Before the Dawn statt. In der Konzertband wirkten unter anderem der Gitarrist David Rhodes, den sie bereits von ihrer vorherigen Zusammenarbeit mit Peter Gabriel kannte, Jon Carin an verschiedenen Instrumenten wie Keyboard und John Giblin am Bass mit. Die Konzerte waren innerhalb von 15 Minuten ausverkauft. Im November 2016 wurde ein Mitschnitt der Konzerte veröffentlicht.
Im März 2019 veröffentlichte Kate Bush eine Vier-CD-Collection mit dem Titel The Other Sides. Darauf sind unter anderem B-Seiten ihrer Singles gesammelt.
2022 erlangte ihr Song Running Up That Hill erneut Popularität als Hintergrundmusik in der Serie Stranger Things und übertraf in vielen Ländern die Chartpositionen von 1985. So erreichte das Lied die Spitze der britischen Single-Charts, in Deutschland und den USA kam es bis auf Platz 4.
Im Januar 2024 starb Bushs langjähriger Wegbegleiter für fünf Jahrzehnte Del Palmer, was sie tief getroffen hat.
Kate Bush ist Botschafterin des Record Store Days 2024. Anlässlich dieses Tages erscheint der Titel Eat the Music von dem Album The Red Shoes mit Big Stripey Lie als B-Seite am 20. April 2024 auf Picture Disc-10-Zoll-Single.
Am 25. Oktober 2024 veröffentlichte Bush einen neuen Kurzfilm mit dem Titel „Little Shrew“, der auf das Leid von Kindern in Kriegsgebieten aufmerksam machen soll. Der vierminütige Schwarz-Weiß-Animationsfilm wurde von ihrem Song „Snowflake“ begleitet und entstand teilweise als Reaktion auf den Krieg in der Ukraine. Begleitet wurde die Veröffentlichung von einer Spendenaktion für „War Child“, einer Wohltätigkeitsorganisation für Kinder in Konfliktgebieten. Außerdem bestätigte die Sängerin, dass sie nach der Neugestaltung ihrer Webseite und der Zusammenstellung eines Buches ihrer Texte, das 2018 unter dem Titel How To Be Invisible: Selected Lyrics erschien, an einem neuen Album arbeiten möchte.

## Musikalischer Stil
Kate Bushs Stil beinhaltet Einflüsse aus klassischer Musik, Artrock, Glam, Jazz sowie verschiedenen ethnischen, insbesondere irisch-keltischen und südosteuropäischen Quellen. Ein Kennzeichen, das sich durch ihr ganzes Werk zieht, ist die gleichförmige Wiederholung bestimmter musikalischer Elemente, etwa Drum-Loops oder andere kurze Motive. Kate Bushs Werke in den 1980er Jahren sind der damaligen New-Wave- bzw. New-Romantic-Welle zuzuordnen.
Bush schreibt ihre Songs selbst, spielt Klavier und Synthesizer sowie Violine und Gitarre. Sie produziert ihre Alben und führte bei einem Großteil ihrer Videos Regie. Oft kommen bei Kate Bush auch ungewöhnliche Instrumente, wie Didgeridoo, Balalaika und Clavichord, zum Einsatz. Sie war eine der ersten Künstlerinnen, die Samples in der Pop-Musik einsetzte.
Neben ihren Vorlieben für ausgefallene Kostüme hat sie für ihre Live-Auftritte eine Form der Verschmelzung von Gesang, Tanz und Musik gefunden. Außerdem drehte sie den Musikmärchenfilm The Line, the Cross & the Curve, angeregt durch den Film Die roten Schuhe (1948).

## Technische Innovationen
Kate Bush gilt als erste Künstlerin, die ein Headset mit Funkmikrofon für den Einsatz in der Musik bauen ließ. Für ihre Tournee Tour of life 1979 entwickelte ihr Tontechniker eine Konstruktion aus einem kompakten Mikrofon und Draht-Kleiderbügeln, so dass Bush kein Handmikrofon verwenden musste und die Hände frei hatte. Auf der Konzertbühne ermöglichte ihr dies, ihre einstudierte Choreografie des Ausdruckstanzes zu tanzen und gleichzeitig mit Mikrofon zu singen. Später wurde ihre Idee auch von anderen Künstlern wie Madonna oder Peter Gabriel übernommen und bei Auftritten verwendet.

## Privates
Kate Bush lebt mit ihrem Partner, dem Gitarristen Danny McIntosh, in der Nähe von London. 1998 wurde ihr gemeinsamer Sohn geboren.

## Diskografie
Studioalben

| Jahr | Titel             | Höchstplatzierung, Gesamtwochen, AuszeichnungChartplatzierungen (Jahr, Titel, Platzierungen, Wochen, Auszeichnungen, Anmerkungen) | Höchstplatzierung, Gesamtwochen, AuszeichnungChartplatzierungen (Jahr, Titel, Platzierungen, Wochen, Auszeichnungen, Anmerkungen) | Höchstplatzierung, Gesamtwochen, AuszeichnungChartplatzierungen (Jahr, Titel, Platzierungen, Wochen, Auszeichnungen, Anmerkungen) | Höchstplatzierung, Gesamtwochen, AuszeichnungChartplatzierungen (Jahr, Titel, Platzierungen, Wochen, Auszeichnungen, Anmerkungen) | Höchstplatzierung, Gesamtwochen, AuszeichnungChartplatzierungen (Jahr, Titel, Platzierungen, Wochen, Auszeichnungen, Anmerkungen) | Anmerkungen                                                                                       |
| Jahr | Titel             | DE | AT | CH | UK | US | Anmerkungen                                                                                       |
| ---- | ----------------- | --- | --- | --- | --- | --- | ------------------------------------------------------------------------------------------------- |
| 1978 | The Kick Inside   | DE21 (14 Wo.)DE | — | — | UK3 Platin · (71 Wo.)UK | — | Erstveröffentlichung: 17. Februar 1978 Verkäufe: + 425.000                                        |
| 1978 | Lionheart         | DE25 (5 Wo.)DE | — | — | UK6 Platin · (38 Wo.)UK | — | Erstveröffentlichung: 13. November 1978 Verkäufe: + 520.000                                       |
| 1980 | Never for Ever    | DE5 Gold · (31 Wo.)DE | — | — | UK1 Gold · (25 Wo.)UK | — | Erstveröffentlichung: 8. September 1980 Verkäufe: + 600.000                                       |
| 1982 | The Dreaming      | DE23 (19 Wo.)DE | — | — | UK3 Silber · (12 Wo.)UK | US157 (7 Wo.)US | Erstveröffentlichung: 13. September 1982 Verkäufe: + 60.000                                       |
| 1985 | Hounds of Love    | DE2 Platin · (32 Wo.)DE | AT14 (14 Wo.)AT | CH3 (12 Wo.)CH | UK1 ×2Doppelplatin · (68 Wo.)UK                                                                                                   | US12 (… Wo.)US | Erstveröffentlichung: 16. September 1985 Verkäufe: + 1.310.000; Höchstplatzierung in US erst 2022 |
| 1989 | The Sensual World | DE10 (21 Wo.)DE | — | CH11 (5 Wo.)CH | UK2 Platin · (24 Wo.)UK | US43 Gold · (26 Wo.)US | Erstveröffentlichung: 16. Oktober 1989 Verkäufe: + 950.000                                        |
| 1993 | The Red Shoes     | DE18 (10 Wo.)DE | AT34 (4 Wo.)AT | CH26 (5 Wo.)CH | UK2 Platin · (19 Wo.)UK | US28 (14 Wo.)US | Erstveröffentlichung: 2. November 1993 Verkäufe: + 350.000                                        |
| 2005 | Aerial            | DE3 Gold · (16 Wo.)DE | AT23 (10 Wo.)AT | CH12 (11 Wo.)CH | UK3 Platin · (19 Wo.)UK | US49 (2 Wo.)US | Erstveröffentlichung: 4. November 2005 Verkäufe: + 1.100.000                                      |
| 2011 | 50 Words for Snow | DE7 (9 Wo.)DE | AT26 (4 Wo.)AT | CH12 (5 Wo.)CH | UK5 Gold · (13 Wo.)UK | US83 (2 Wo.)US | Erstveröffentlichung: 18. November 2011 Verkäufe: + 100.000                                       |

grau schraffiert: keine Chartdaten aus diesem Jahr verfügbar

## Auszeichnungen und Nominierungen
Bush war dreimal für den Grammy und zwölfmal für den Brit Award nominiert, gewann aber nur einmal: 1987 bei den Brits in der Kategorie British Female Solo Artist. Im Jahr 2001 erhielt sie den Best Classic Songwriter Award des englischen Musikmagazins Q, und 2002 wurde sie mit dem Ivor Novello Award für ihren „herausragenden Beitrag zur britischen Musik“ ausgezeichnet.
Für ihre musikalischen Verdienste wurde sie anlässlich der New Year Honours Ende Dezember 2012 zum Commander in the Most Excellent Order of the British Empire (CBE) ernannt.
| Jahr | Preis                                | Nominierte Arbeit                                                          | Kategorie                                    | Ergebnis  |
| ---- | ------------------------------------ | -------------------------------------------------------------------------- | -------------------------------------------- | --------- |
| 1978 | Melody Maker Annual Poll Awards      | Kate Bush                                                                  | Best Female Singer and Brightest Hope        | Gewonnen  |
| 1978 | Edison Award                         | Wuthering Heights                                                          | Best Single                                  | Gewonnen  |
| 1978 | Tokyo Song Festival Awards           | Moving                                                                     | Silver Award                                 | Gewonnen  |
| 1979 | Ivor Novello Award                   | The Man with the Child in His Eyes                                         | Outstanding British Lyric                    | Gewonnen  |
| 1979 | BPI Awards                           | Kate Bush                                                                  | Best Female Singer                           | Gewonnen  |
| 1979 | Melody Maker Annual Poll Awards      | Kate Bush                                                                  | Best Female Singer                           | Gewonnen  |
| 1979 | Record Mirror Poll                   | Kate Bush                                                                  | Best New Artist                              | Gewonnen  |
| 1980 | BPI Awards                           | Kate Bush                                                                  | Best Female Singer                           | Gewonnen  |
| 1980 | Music Week annual awards             | Kate Bush                                                                  | Top Female Artist                            | Gewonnen  |
| 1980 | Capital Radio Awards                 | Kate Bush                                                                  | Best Female Vocalist                         | Gewonnen  |
| 1980 | New Musical Express poll             | Kate Bush                                                                  | Best Female Singer                           | Gewonnen  |
| 1980 | Record Mirror poll                   | Kate Bush                                                                  | Best Female Singer                           | Gewonnen  |
| 1981 | MIDEM Video Awards                   | Babooshka                                                                  | Best International Performance               | Gewonnen  |
| 1985 | Kerrang!’s Top 20 Albums of the Year | Hounds of Love                                                             | Top 20 Albums of the Year                    | 2. Platz  |
| 1985 | Record Mirror Umfrage                | Hounds of Love                                                             | Best Album of the Year                       | 1. Platz  |
| 1985 | Record Mirror Umfrage                | Best Song of the Year                                                      | Running Up That Hill (A Deal With God)       | 1. Platz  |
| 1985 | New Musical Express Umfrage          | Top Track                                                                  | Running Up That Hill (A Deal With God)       | 3. Platz  |
| 1985 | New Musical Express Umfrage          | Hounds of Love                                                             | Top Album                                    | 10. Platz |
| 1986 | MTV Video Music Award                | Running Up That Hill (A Deal With God)                                     | Best Female Video                            | Gewonnen  |
| 1986 | BRIT Awards                          | Running Up That Hill (A Deal With God)                                     | Best British Single                          | Nominiert |
| 1986 | BRIT Awards                          | Kate Bush                                                                  | Best British Female Solo Artist              | Nominiert |
| 1986 | BRIT Awards                          | Hounds of Love                                                             | Best British Album                           | Nominiert |
| 1986 | BRIT Awards                          | Kate Bush für Hounds of Love                                               | Best British Producer                        | Nominiert |
| 1987 | BRIT Awards                          | Kate Bush                                                                  | Best British Female Solo Artist              | Gewonnen  |
| 1987 | US College Music Awards              | Kate Bush                                                                  | Best British Female Solo Artist              | Gewonnen  |
| 1987 | MTV Video Music Awards               | The Big Sky                                                                | Best Female Video                            | Nominiert |
| 1988 | Grammy Awards                        | Experiment IV                                                              | Best Concept Music Video                     | Gewonnen  |
| 1990 | BRIT Awards                          | Kate Bush für The Sensual World                                            | Best British Producer                        | Nominiert |
| 1990 | BRIT Awards                          | The Sensual World                                                          | Best British Album                           | Nominiert |
| 1991 | Grammy Awards                        | The Sensual World                                                          | Best Alternative Music Performance           | Nominiert |
| 1995 | FHM                                  | Kate Bush                                                                  | 100 Sexiest Women                            | 78. Platz |
| 1996 | Grammy Awards                        | The Line, the Cross & the Curve                                            | Best Music Video – Long Form                 | Nominiert |
| 1999 | VH1                                  | Kate Bush                                                                  | 100 Greatest Women of Rock                   | 46. Platz |
| 1999 | Q Award                              | Kate Bush                                                                  | 100 Greatest Music Stars of the 20th century | 33. Platz |
| 2001 | Q Award                              | Kate Bush                                                                  | Q Classic Songwriter Award                   | Gewonnen  |
| 2002 | Ivor Novello Award                   | Kate Bush                                                                  | Outstanding Contribution to British Music    | Gewonnen  |
| 2005 | BRIT Award                           | Wuthering Heights                                                          | Best Song Of The Past 25 Years               | Nominiert |
| 2006 | BRIT Awards                          | Kate Bush                                                                  | Best British Female Solo Artist              | Nominiert |
| 2006 | BRIT Awards                          | Aerial                                                                     | Mastercard British Album of the Year         | Nominiert |
| 2006 | BBC’s The Culture Show               | Kate Bush                                                                  | Viewer’s poll of Britain's Living Icons      | 7. Platz  |
| 2007 | Satellite Award                      | Lyra (From The Golden Compass Soundtrack)                                  | Best Original Song                           | Nominiert |
| 2007 | The Observer Readers award           | Rocket Man (I Think It's Going to Be a Long, Long Time) (Elton John Cover) | Best Cover of all time                       | Gewonnen  |
| 2008 | BBC Pop on Trial Leserumfrage        | Wuthering Heights                                                          | Best Song of the 1970s                       | 7. Platz  |
| 2008 | The Sunday Telegraph                 | Kate Bush                                                                  | Best British Songwriter of all time          | 2. Platz  |
| 2008 | Out Umfrage                          | Hounds of Love                                                             | Greatest Gayest Album                        | 52. Platz |
| 2008 | Out Umfrage                          | The Kick Inside                                                            | Greatest Gayest Album                        | 90. Platz |
| 2008 | Virgin Media Leserumfrage            | Kate Bush                                                                  | Alternative Cool list                        | 1. Platz  |
| 2012 | BRIT Awards                          | Kate Bush                                                                  | Best British Female Solo Artist              | Nominiert |
| 2012 | Ivor Novello Award                   | 50 Words for Snow                                                          | Ivor Novello Award                           | Nominiert |
| 2012 | South Bank Sky Arts Awards           | 50 Words for Snow                                                          | Best Album                                   | Gewonnen  |